# Publio Porcio Laeca
Publio Porcio Laeca (latino: Publius Porcius Laeca; fl. II secolo a.C.) è stato un politico romano appartenente alla Gens Porcia.
Fu tribuno della plebe nel 199 a.C. È considerato il propugnatore della prima Lex Porcia. Nel 196 fu uno dei tresviri epulones. Nel 195 a.C. fu nominato pretore ed inviato con un esercito nel distretto di Pisa in Etruria, con il compito di collaborare con il console Valerio Flacco, che stava combattendo contro i Galli e i Liguri.